# Natsu no arashi!
Natsu no arashi! (夏のあらし!? lett. "Temporale estivo!") è un manga scritto e disegnato da Jin Kobayashi, conosciuto per il suo lavoro precedente School Rumble. Il manga è stato pubblicato sulla rivista Monthly Gangan Wing di Square Enix dal 25 agosto 2006 al 22 settembre 2010, e fino a settembre 2009 sei tankōbon sono stati pubblicati. La trasmissione dell'adattamento anime è iniziata il 5 aprile 2009.

## Trama
Il tredicenne Yasaka è a casa del nonno durante le vacanze estive. Un giorno entra in un bar e incontra Arashiyama Sayoko (in breve Arashi), una bellissima ragazza dall'apparente età di 16 anni. Dopo averla aiutata a scappare da un uomo che diceva di volerla riportare ai suoi genitori, Yasaka si rende conto che Arashi non è una normale umana ma un fantasma, infatti la ragazza era morta 60 anni prima durante i bombardamenti della seconda guerra mondiale. Più avanti conoscerà altre persone come lei fra cui Kaya, la migliore amica di Arashi, Kanako, una ragazza che cerca in tutti i modi di distruggere Arashi, e Yayoi amica di Kanako che pare in fin di vita.

## Personaggi
Hajime Yasaka
Il protagonista maschile. Un ragazzo di 13 anni che sta trascorrendo le vacanze estive a casa del nonno. Quando ha incontrato Arashi per la prima volta, ha stabilito una connessione con lei quando le ha toccato la mano, e da allora il duo ha acquisito il potere di viaggiare avanti e indietro nel tempo. È infatuato della bellezza e della gentilezza di Arashi, ma ha paura di trasmetterle i suoi sentimenti. È un amico di Jun. Il personaggio è doppiato da Yūko Sanpei
Sayoko Arashiyama
La protagonista femminile. Nonostante sembri ancora una bellissima ragazza di sedici anni, Arashi è in realtà un fantasma vissuto durante i tempi della seconda guerra mondiale. Da allora la sua missione era quello di andare indietro nel tempo per salvare i membri della sua comunità dai raid aerei degli aerei da guerra americani. Tuttavia, per viaggiare indietro nel tempo, deve farlo accompagnata da una persona viva del presente con cui ha stabilito una "connessione". La sua relazione con Hajime è un po' 'più complicata di quanto sembri. È doppiata da Ryōko Shiraishi.
Kaja Bergmann
Un altro fantasma dei tempi di Arashi e la sua migliore amica. Era una studentessa di scambio dalla Germania che ha studiato nella sua scuola. Il suo comportamento gentile e freddo si oppone alla personalità vivace e spensierata di Arashi. Possiede gli stessi poteri di viaggio nel tempo come lei, ma può stabilire un legame con una ragazza viva solo a causa della sua timidezza nei confronti dei ragazzi. Il suo dessert preferito è il gelato. È doppiata da Kaori Nazuka
Jun Kamigamo
L'amica di Hajime che ha stabilito una connessione con Kaja e salta nel tempo con lei. Hajime fraintende che lei sia un ragazzo. Nella seconda stagione Jun inizia a provare sentimenti per Hajime. Nella prima stagione il suo segreto è stato rivelato nell'episodio 5. Aveva i capelli lunghi che si vedevano nell'anime e ha grandi capacità recitative. È doppiata da Chiaki Omigawa
Sayaka
Una truffatrice che possiede (più come gli usi, il caffè è abbandonato nel manga) il caffè in cui lavorano Hajime, Arashi e le altre ragazze. Sembra che abbia una cotta per Yamashiro. Suo nonno era un soldato straniero, il che le dava l'aspetto di un occidentale che divenne una fonte di dolore nel corso del suo passato. Ha perso la sua famiglia presto, rendendola orfana. È doppiato da Hitomi Nabatame.
Hideo Murata
Un investigatore privato. È il figlio di un uomo che Arashi ha salvato da morte certa impedendogli di pescare nel fiume, in un giorno in cui un raid aereo colpì la zona. Perde l'occhio destro quando ha difeso la sua famiglia dalla yakuza, per ragioni sconosciute. È diventato maggiordomo per Kanako e Yayoi e fonte di energia per Kanako dopo il loro conflitto con Arashi e co. risolto. È doppiata da Hiroki Yasumoto.
Yayoi Fushimi
Proprio come la sua amica Kanako, anche lei è un fantasma morto durante la guerra e una conoscenza di Arashi e Kaja, il suo corpo etereo si è indebolito nel tempo. A causa di un terribile incidente, è semiparalizzata e non può camminare senza sedia a rotelle. La sua paralisi è più una condizione psicologica. Tuttavia, è stata guarita quando è tornata al passato e ha incontrato di nuovo Kanako per la prima volta. La sua personalità è l'esatto opposto di Kanako, specialmente la sua ingenuità che preoccupa Kanako molto. Nella seconda stagione si connette con il cane Josephine e Sayaka di Hajime e Yamashiro. È doppiata da Ai Nonaka.
Kanako Yamazaki
Proprio come Yayoi, il suo corpo etereo si indebolì e ricorse a rubare l'energia di Arashi per sostituire lei e quella della sua amica, finché non capì che solo stabilendo una connessione con un essere umano vivente, la sua energia sarebbe stata ripristinata. Lei e Yayoi sono migliori amiche e hanno trascorso la loro vita da fantasma in una villa fatiscente. È molto protettiva e si preoccupa profondamente del benessere di Yayoi, al punto che non esita a ferire qualcuno per il suo bene. È "connessa" con Hideo. All'inizio sembrava dura, scortese e sgradevole. Questo perché ha attraversato molte difficoltà sin dall'infanzia e detesta le ragazze ricche come Kaja, Arashi e Yayoi. Il suo incontro con Yayoi ha cambiato la sua prospettiva e lei è diventata in grado di aprirsi. È doppiata da Yui Horie.
Takeshi Yamashiro
Un giovane che Arashi ha salvato da bambino e il principale bersaglio della gelosia di Hajime, poiché è sempre in buoni rapporti con lei. È bello, intelligente, simpatico, di carattere e proviene da una famiglia benestante, il che rende "Perfect Man" e questo fatto innervosisce Hajime. Ex Teen Rebel, fino a quando Yayoi non lo ha incontrato durante un viaggio nel tempo 10 anni prima della serie. È doppiato da Tomokazu Sugita.
Shioya
Un frequentatore abituale del bar che chiede sempre il sale, ma non lo riceve mai fino alla fine della seconda stagione. Anche questo personaggio è doppiato da Tomokazu Sugita.
Yoko Himekawa
L'amico modellista di Jun. Finge di essere la ragazza di Jun per farsi una risata, e poi finge che Jun la tradisca per divertirsi ancora di più. È doppiata da Saki Nakajima.
Kyoko Kamigamo
La sorella maggiore di Jun. Anche lei è una modella. È doppiata da Michiko Neya.
Yoshimi Anamori
Un fumettista che, alla sua prima visita a Seven, cerca di baciare Yayoi e Arashi. È stato rivelato che in realtà sta cercando modelli e deve "sperimentare" la scena per disegnarla correttamente. È doppiata da Yū Kobayashi.

## Media

### Anime

Fotogramma tratto dall'anime

Nel novembre 2008, Square Enix annunciò un adattamento anime della serie. La serie anime è stata diretta da Akiyuki Shinbo, Shin Ōnuma e Ken'ichi Ishikura, mentre Katsuhiko Takayama ha supervisionato la sceneggiatura, il character design è stato realizzato da Kazuhiro Ota e la serie è stata realizzata dallo studio Shaft. La serie è stata trasmessa il 5 aprile 2009 con un totale di 13 episodi. Una seconda stagione, intitolata Natsu no arashi! Akinai-chū (夏のあらし! 春夏冬中?) è stata annunciata nel giugno 2009.
Entrambe le stagioni sono state trasmesse in simulcast in inglese sul sito di streaming video Crunchyroll

### Musica
Durante la prima stagione vengono utilizzati quattro brani musicali: la sigla di apertura, uno di chiusura e due temi di chiusura speciali per gli episodi sei e undici. Il tema di apertura è Atashi dake ni kakete (あたしだけにかけて?) di Omokage Lucky Hole e il tema di chiusura è Kirari futari (キラリフタリ?) di Ryōko Shiraishi. Per l'episodio sei, il tema di chiusura è Hitonatsu no keiken (ひと夏の経験?) di Ryōko Shiraishi e il tema di chiusura dell'episodio 11 è Kassai (喝采?) di Yui Horie.
La seconda stagione utilizza due sigle musicali. Il tema di apertura è Oyasumi Paradox (おやすみパラドックス?) di Etsuko Yakushimaru e il tema di chiusura è Otome no junjo (乙女の順序?) di Ryōko Shiraishi, Kaori Nazuka, Ai Nonaka and Yui Horie.